# Combinada nòrdica als Jocs Olímpics d'hivern de 1992
Als Jocs Olímpics d'Hivern de 1992 celebrats a la ciutat d'Albertville (França) es disputaren dues proves de combinada nòrdica en categoria masculina.
La prova individual es realitzà entre els dies 11 (prova de salt amb esquís) i 12 de febrer (prova de 15 quilòmetres d'esquí de fons), i la prova per equips entre els dies 16 i 17 de febrer de 1992 a les instal·lacions esportives de Courchevel. Hi participaren un total de 46 esquiadors de 12 comitès nacionals diferents.

## Resum de medalles
| Prova                    | Or                                                 | Argent                                                             | Bronze                                                   |
| Individual Detalls       | Fabrice Guy                                        | Sylvain Guillaume                                                  | Klaus Sulzenbacher                                       |
| Relleus 3x10 km. Detalls | JapóReiichi Mikata · Takanori Kono · Kenji Ogiwara | NoruegaKnut Tore Apeland · Fred Børre Lundberg · Trond Einar Elden | ÀustriaKlaus Ofner · Stefan Kreiner · Klaus Sulzenbacher |

## Medaller
| Posició | País    | Or | Argent | Bronze | Total |
| 1       | França  | 1  | 1      | 0      | 2     |
| 2       | Japó    | 1  | 0      | 0      | 1     |
| 3       | Noruega | 0  | 1      | 0      | 1     |
| 4       | Àustria | 0  | 0      | 2      | 2     |
|         |         |    |        |        |       |
| Total   | Total   | 2  | 2      | 2      | 6     |